# پا تو کفش من نکن (فیلم ۱۳۹۵)
پا تو کفش من نکن فیلمی به کارگردانی محمدحسین فرح‌بخش، نویسندگی زهرا پیرهادی و تهیه‌کنندگی عبدالله علیخانی محصول سال ۱۳۹۵ است.

## خلاصه داستان
این فیلم داستان دو زوج را روایت می‌کند که برای ثبت ازدواج به محضر می‌روند ولی شلوغی محضر عاملی می‌شود برای رخداد اتفاقی غیرمنتظره و در نهایت گره خوردن زندگی این دو زوج به یکدیگر!

## بازیگران
| بازیگر         | نقش                | توضیحات نقش                                                           |
| -------------- | ------------------ | --------------------------------------------------------------------- |
| رضا ناجی       | قادر گلشن‌راز (دنی) | همسر دوم لیلی - همسر اشتباهی لیلا - پدر عسل                           |
| سحر قریشی      | لیلا گلشن          | دخترعمو و همسر نادر - همسر اشتباهی قادر - دختر نصرت - خواهر چنگیز     |
| بهنوش بختیاری  | لیلی مدبر          | مدیر موسسه شکار شوهر - همسر دوم قادر - همسر اشتباهی نادر - مادر هوشنگ |
| یوسف تیموری    | نادر گلشن          | پسرعمو و همسر لیلا - همسر اشتباهی لیلی - پسر عزیز                     |
| علی صادقی      | فتاح               | منشی محضرخانه                                                         |
| سیروس گرجستانی | نصرت گلشن          | پدر لیلا و چنگیز - عمو و پدرزن نادر                                   |
| صدیقه کیانفر   | عزیز               | مادر نادر - زن‌عمو و مادرشوهر لیلا                                     |
| احمد ایراندوست | چنگیز گلشن         | برادر لیلا - پسر نصرت - پسرعمو و برادرزن نادر - همسر عسل - داماد قادر |
| پریناز لطف‌الهی | عسل گلشن‌راز        | دختر قادر از همسر اولش - همسر چنگیز - زن‌برادر لیلا - عروس نصرت        |
| مختار سائقی    |                    | زندانی - هم‌سلولی قادر                                                 |
| بهشاد مختاری   | هوشنگ (هوشی)       | پسر لیلی از همسر اولش                                                 |
| مهرداد مزرعه   | مهری               | منشی موسسه شکار شوهر - هم‌خانه لیلی و هوشی                             |
| اردشیر کاظمی   |                    | ارباب‌رجوع محضرخانه                                                    |